# John Evans (gouverneur)
John Evans (Waynesville (Ohio, 9 maart 1814 – Denver (Colorado), 2 juli 1897) was een Amerikaans politicus, zakenman en arts. Hij was de 2e gouverneur van het territorium Colorado.

## Levensloop

### Arts
Evans vader was boer en vastgoedondernemer. Evans studeerde medicijnen aan de Clermont Academy in Philadelphia en later aan Cincinnati College, waar hij in 1838 afstudeerde. Na het afronden van zijn studie reisde hij naar Attica in de staat Indiana, waar hij een artsenpraktijk begon. Na verloop van tijd besloot hij een psychiatrische instelling te beginnen. Hij verhuisde in 1843 naar Indianapolis om voor staatsfondsen te lobbyen. In januari 1844 werd er een wet aangenomen waarbij werd ingestemd met de oprichting voor een staatsinstelling voor mensen met (zware) psychische aandoeningen. Evans werd het eerste hoofd van het nieuw gevormde Indiana Central State Hospital.
Evans gaf les op Rush Medical College in Chicago en verhuisde daar in 1848 naartoe. Hij ontwierp een programma voor quarantaine bij cholera en presenteerde dat plan voor het Congres. Daarnaast vond hij een vacuümextractor uit die gebruikt kon worden bij bevallingen en vroeg patent aan op een speciaal bed dat zeeziekte tegen moest gaan.

### Zakenman
Met een groep methodisten stond Evans in 1850 aan de basis van Northwestern-universiteit. Hij was de eerste voorzitter van de Raad van Bestuur. De stad die rondom de universiteit werd gebouwd kreeg de naam Evanston, naar de leider van de groep. Behalve arts was Evans een succesvol zakenman. Zijn investeringen in vastgoed, banken en de opkomende spoorwegen rendeerden goed. Vanaf halverwege de jaren vijftig legde hij zijn werkzaamheden als arts neer.

### Politicus
Evans was van 1853 tot 1855 wethouder van Chicago. Hij hield zich bezig met de gezondheidszorg, onderwijs en stedelijke ontwikkeling. Evans was medeoprichter van de Illinois Republican Party en maakte zich hard voor de afschaffing van de slavernij. Hij was bevriend met de Amerikaanse president Abraham Lincoln. Lincoln benoemde Evans in maart 1862 tot gouverneur van het territorium Colorado.
Rond 1860 was men begonnen met de bouw van Denver. De burgers van de toekomstige hoofdstad van de staat vreesden dat de stad zou worden aangevallen door indianenstammen die eerder uit de regio waren verdreven. Een bevel van Evans om te schieten om elk stamlid die in het vizier verscheen werd goedgekeurd door president Lincoln. In augustus 1864 vaardigde Evans een bevel uit dat elke “bevriende” indianenstam zich moest melden bij een van de verschillende, waarna ze konden rekenen op bescherming. Diegenen die dat niet deden werden beschouwd als vijanden en zouden “vervolgd en uitgeroeid” worden. Met deze actie wilde Evans de indianen in het oostelijk deel van het territorium uitschakelen.
Opperhoofd Black Kettle van de Cheyenne was met zijn volk een van de weinigen die gehoor gaf aan het bevel van gouverneur Evans. Black Kettle had in de herfst van 1864 president Lincoln ontmoet en was trots op de grote Amerikaanse vlag die hij als cadeau kreeg. De Cheyennes melden zich bij Fort Lyon. Omdat daar verder niets geregeld was trok het opperhoofd zich met zevenhonderd stamleden terug naar Sand Creek in het oosten Colorado, gebied dat behoorde aan de Cheyenne.
In hetzelfde jaar had Evans John Chivington benoemd als kolonel van de Colorado Volunteers. Op 29 november 1864 gaf Chivington zevenhonderd cavaleristen de opdracht het kamp van de Cheyenne aan te vallen, ondanks dat hij wist dat de Cheyenne de kolonisten goed gezin waren. Bij de gebeurtenis die bekend kwam te staan als het Bloedbad van Sand Creek verloren minstens honderd drieëndertig indianen het leven, de meesten van hen waren vrouwen en kinderen. De slachting was voor het Congres aanleiding om een onderzoek in te stellen. Daaruit kwam naar voren dat Evans de gebeurtenis in de doofpot had willen stoppen. Op basis van die conclusie werd hij ontslagen.

## Persoonlijk
Evans trouwde in 1838 met Hannah Canby. Zij kregen samen vier kinderen, waarvan slechts een dochter haar kindertijd overleefde. Canby overleed in 1848 aan tuberculose. In 1853 hertrouwde Evans, ditmaal met Margaret Patten Gray. Zij kregen samen een zoon en een dochter. Evans dochter Josephine was getrouwd met Samuel Hitt Elbert, de zesde gouverneur van het territorium Colorado.
Ter ere van Evans werd de berg Mount Evans naar hem vernoemd. Eerder was de stad Evanston al naar hem vernoemd. In de 21e eeuw is de roep om deze namen te herzien toegenomen, vanwege Evans vijandige houding richting de oorspronkelijke bewoners van Noord-Amerika.